# Ruarsite
La ruarsite è un minerale appartenente al gruppo dell'arsenopirite.